# Gammelstad
Gammelstad, ook wel Gammelstaden (oude stad), is een stadje (tätort) binnen de Zweedse gemeente Luleå.
Gammelstad ontstond bij de bebouwing van een eiland in de Lule ongeveer 1000 jaar geleden. Door de plaatselijke landsverhoging werd het eiland vasteland. De oude dorpskern bleef bewaard en werd in 1996 toegevoegd aan de UNESCO-Werelderfgoedlijst. In 1621 werd de plaats aangewezen voor de bouw van een nieuwe stad, maar in 1649 was de landsverhoging al zover gevorderd dat uitgeweken moest worden naar de plaats waar nu Luleå ligt. Toch bleef de oude stadkern doorgroeien tot wat het nu is, een van de grootste plaatsen binnen de gemeente.

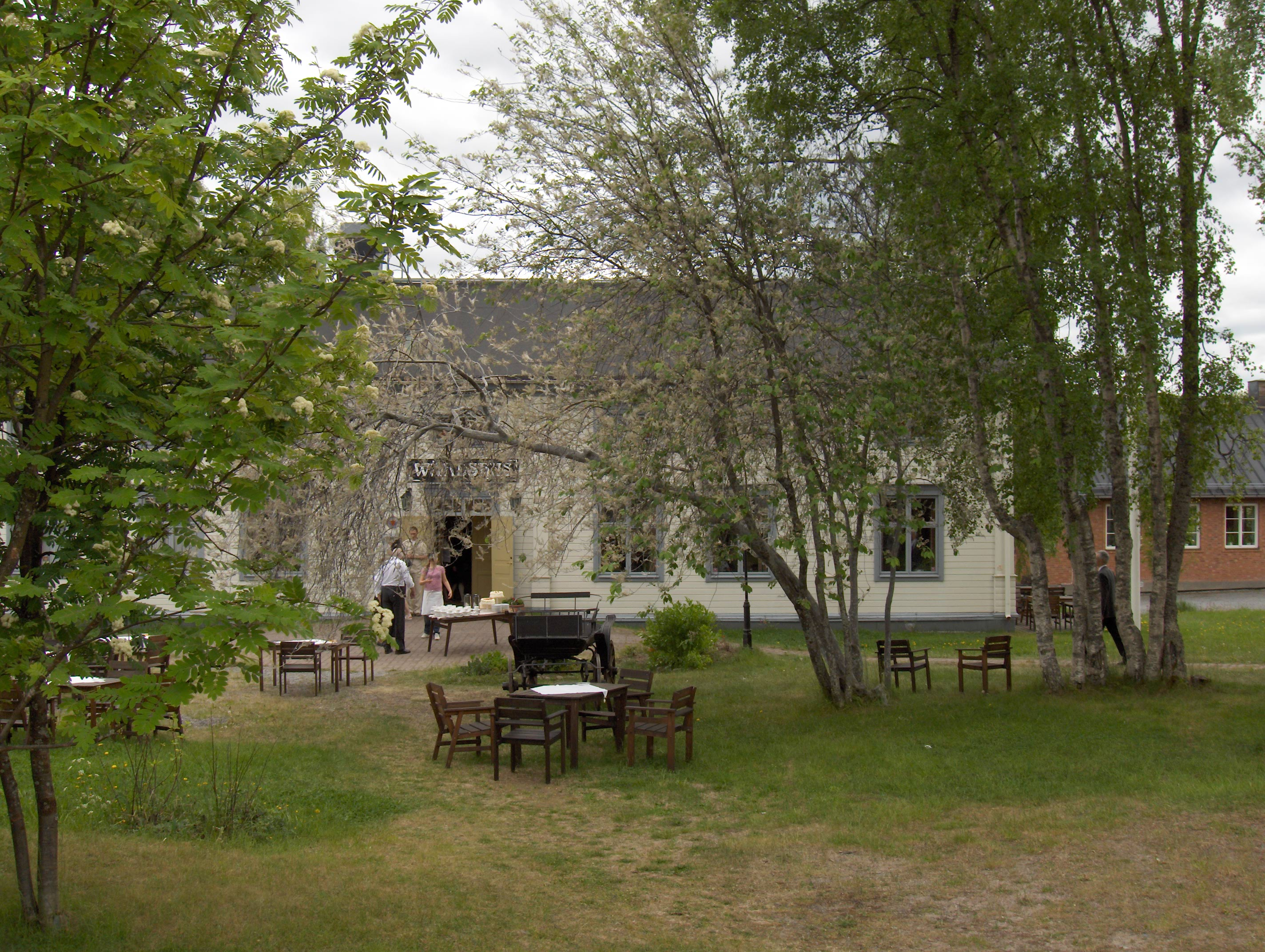
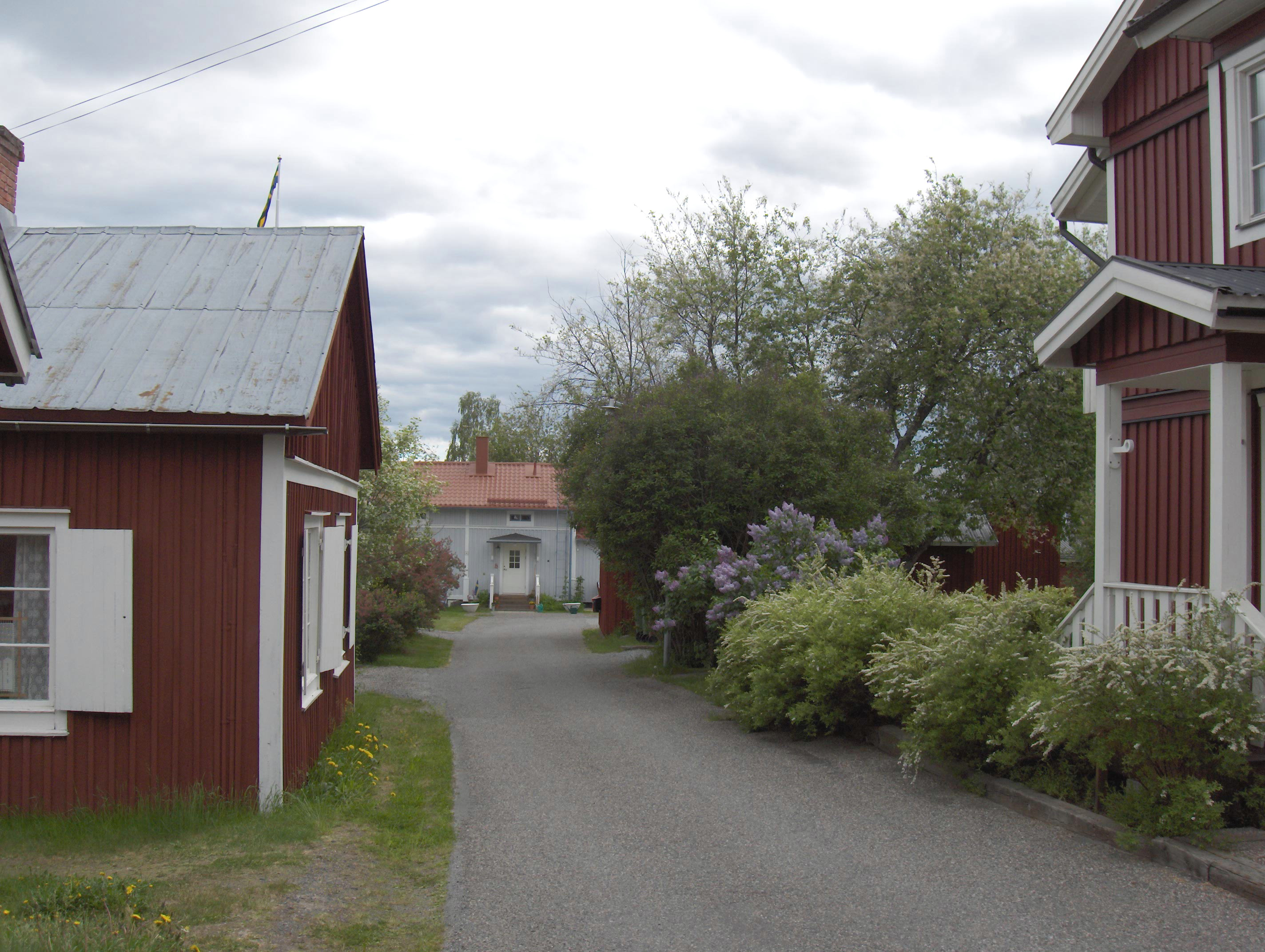
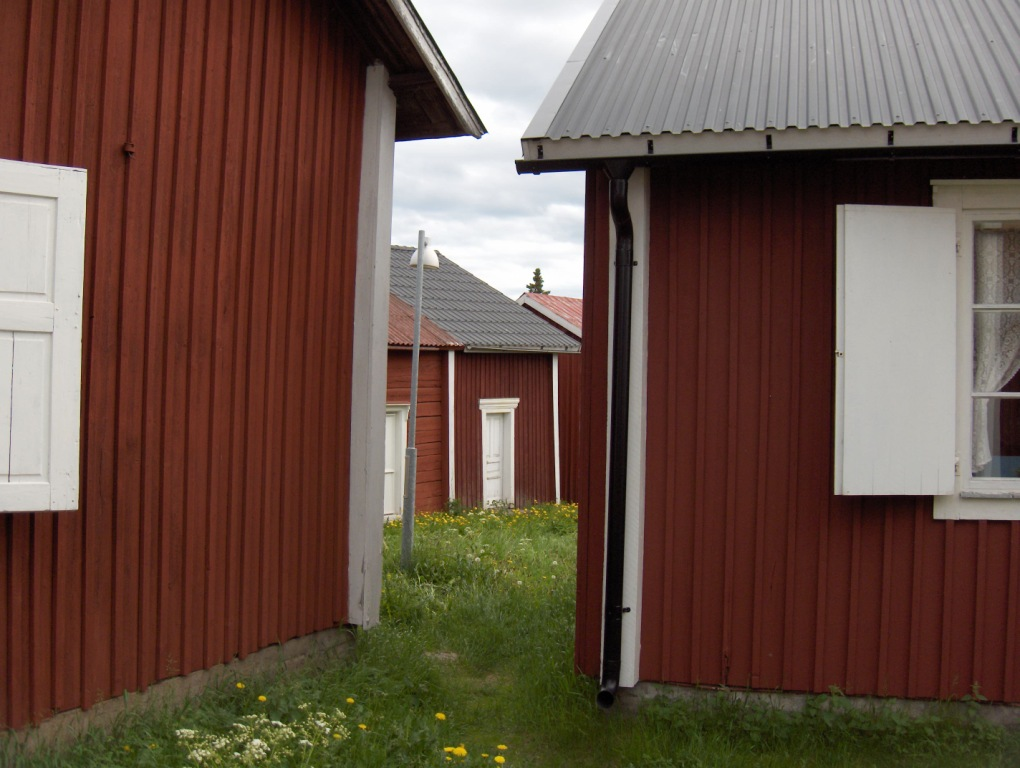

Bestuurscentrum: Luleå (Tätort)
Tätort: Alvik · Antnäs · Bälinge · Bensbyn · Bergnäset · Brändön · Ersnäs · Gammelstad · Jämtön · Kallax · Karlsvik · Klöverträsk · Måttsund · Persön · Råneå · Rutvik · Södra Sunderbyn
Småort: Ale · Ängesbyn · Avan · Björknäs en Harrviken · Björsbyn · Böle · Börjelslandet · Brännan · Bränslan · Fällträsk · Gäddvik · Hagaviken · Midbyn · Mörön · Niemisel · Norra Gäddvik · Örarna · Reveln · Smedsbyn · Södra Prästholm · Sundom · Vitå
Overig: Alhamn · Skäret · Niemiholm